# Gouy-en-Artois
Gouy-en-Artois là một xã của tỉnh Pas-de-Calais, thuộc vùng Hauts-de-France, miền bắc nước Pháp.

## Dân số
| 1962                                                           | 1968 | 1975 | 1982 | 1990 | 1999 |
| -------------------------------------------------------------- | ---- | ---- | ---- | ---- | ---- |
| 448                                                            | 437  | 407  | 386  | 383  | 375  |
| Census count starting from 1962: Population without duplicates |      |      |      |      |      |